# Vatierville
Vatierville är en kommun i departementet Seine-Maritime i regionen Normandie i norra Frankrike. Kommunen ligger i kantonen Neufchâtel-en-Bray som tillhör arrondissementet Dieppe. År 2022 hade Vatierville 130 invånare.

## Befolkningsutveckling
Antalet invånare i kommunen Vatierville
| Referens: INSEE |